# Kirche von Myyrmäki

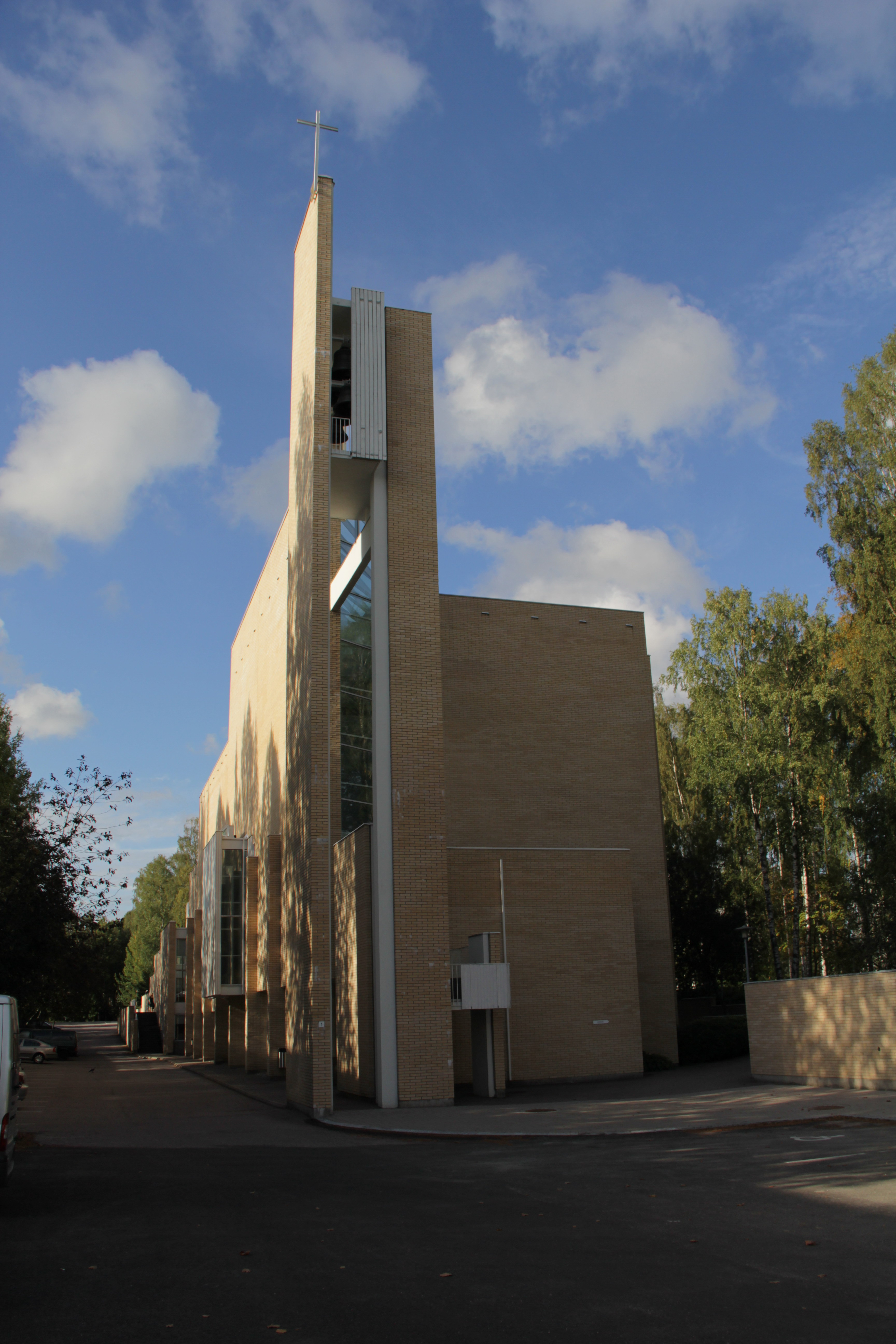
Kirchturm

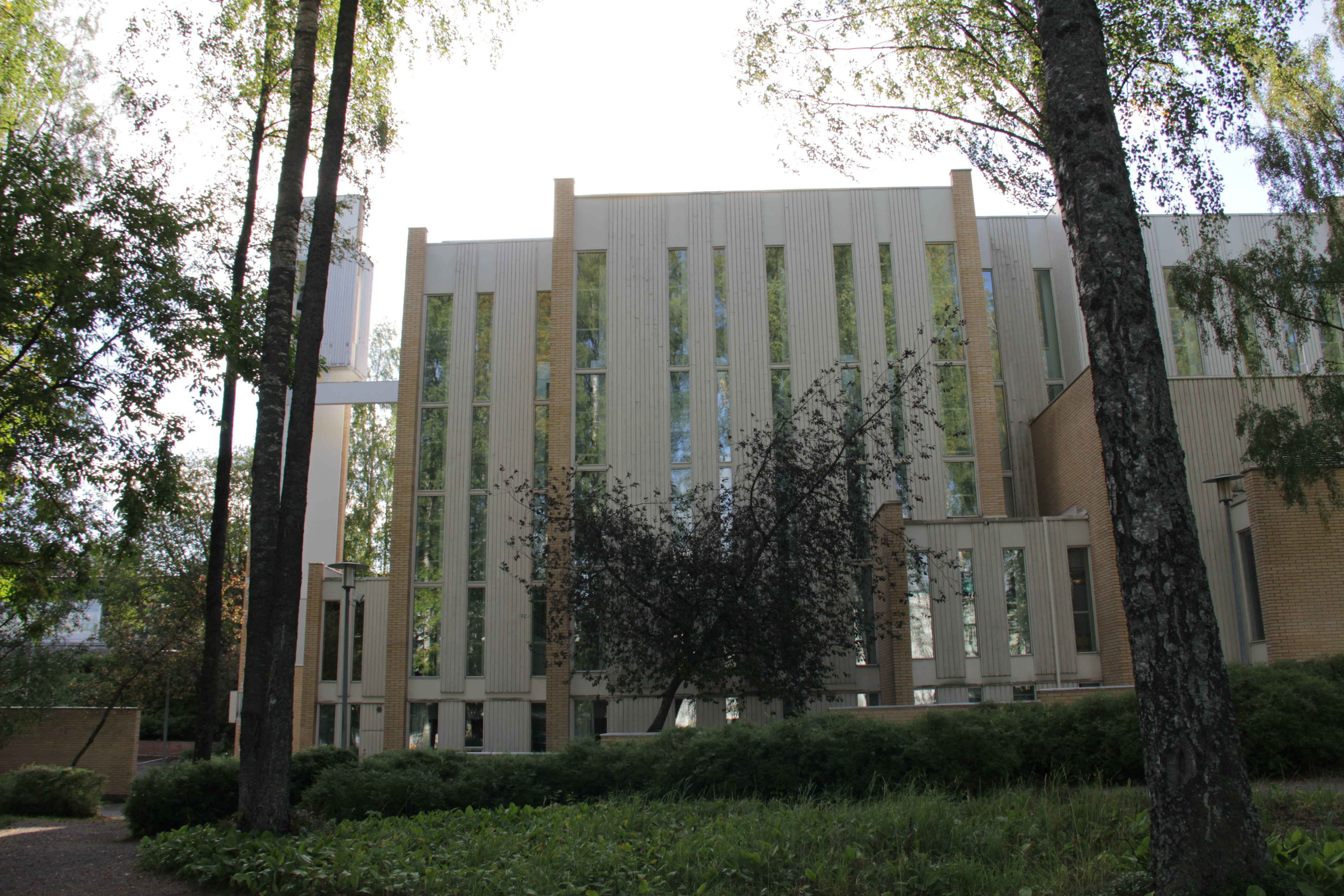
Ostfassade mit schmalen Fenstern

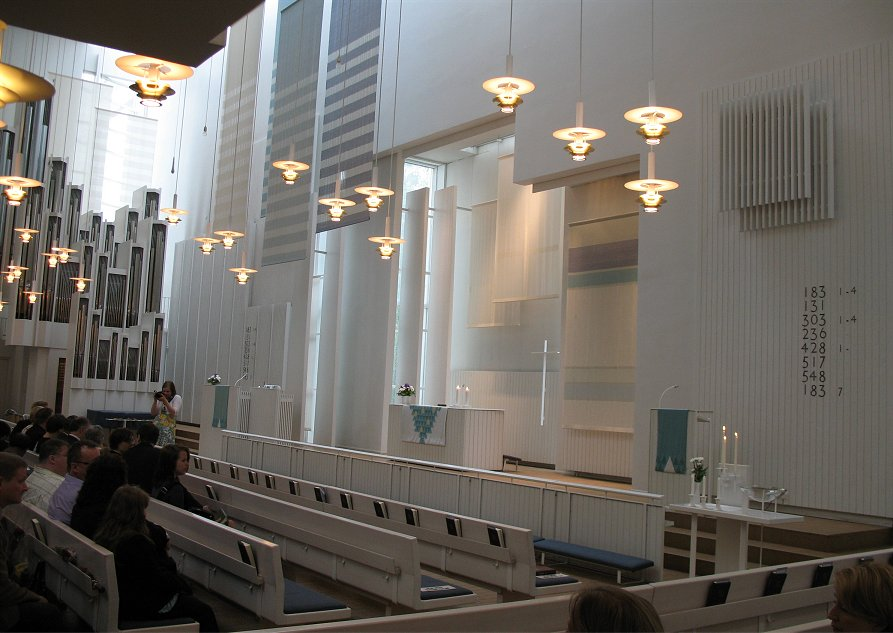
Innenraum, Blick zum Altar

Die Kirche von Myyrmäki (Myyrmäen kirkko) ist die lutherische Pfarrkirche von Myyrmäki, die zur Kirchengemeinde Vantaa im Bistum Borgå der Evangelisch-Lutherischen Kirche Finnlands gehört. Sie wird auch als „Kirche des Lichts“ bezeichnet. Das Gebäudeensemble wurde 1980–1984 nach Plänen von Juha Ilmari Leiviskä errichtet. Wegen ihrer guten Akustik wird die Kirche oft für Konzerte genutzt.

## Die Kirche in ihrer Umgebung
Das Baugrundstück ist schmalrechteckig, durch eine Bahnlinie (im Westen) und eine Straße (im Osten) an den Längsseiten begrenzt. Leiviskä betonte diese schmalrechteckige Form noch, indem er das Grundstück nicht bis zur Straße nutzte, sondern vor den Gebäuden ein Birkenwäldchen erhielt; von der Straße aus sieht man die Kirche von Myyrmäki also hinter schlanken weißen Baumstämmen. Das leitende Prinzip hierbei war ein allmählicher Übergang von der Natur zum Innenraum. Drei Gemeinderäume und der Kirchenraum gehen eine enge architektonische Verbindung ein, wobei Stufung und Staffelung der Fassaden eine Steigerung von Nord nach Süd bewirken, die im 28,5 m hohen Kirchturm zum Abschluss kommt. 

## Kirchenraum
Der Sakralraum kann auf sechs verschiedenen Wegen betreten werden, was jedes Mal unterschiedliche Eindrücke ermöglicht. Er ist etwa 12,5 m hoch; weiße Bankreihen stehen an der Ost- sowie Nordseite. Hinter dem Altar zieht die Westwand den Blick auf sich; sie ist wie alle Wände verputzt und weiß gestrichen, dabei reich gegliedert und teilweise schraffiert. Leiviskä setzte vor allem auf natürliches Licht, das im Osten durch schmale hohe Glasfenster einfällt, außerdem im Süden und Osten durch breite und schräge Ober- und Seitenlichter. Dadurch ergeben sich im Tagesverlauf wechselnde Lichteffekte. Von der flachen Decke hängen gestreifte und gefärbte Textilstreifen, Bannern ähnlich, die zum dominierenden Farbenspiel von Weiß und Grau matte Blau- und Grüntöne hinzufügen: „Nirgendwo satte Töne, überall die Frische eines Wintermorgens.“ Die von der Decke hängenden Leuchten in freier Form wurden von Leiviskä für diesen Kirchenraum entworfen.